# Björn Lindgren (radioproducent)
Björn Lindgren, född 1937 i Skeppshult, Jönköpings län, är en svensk tidigare radioproducent, journalist och programledare. Lindgren började som TV-producent 1969 på Sveriges Radio i Malmö och övergick till ljudradio 1976. Bland produktionerna märktes bland annat serien Ingenmansland, ett magasin om framtiden, som han gjorde tillsammans med Lars Ekman, och Historia att minnas, tillsammans med Folke Schimanski. Lindgren lämnade radion vid årsskiftet 1992/1993. Har skrivit Den olydige docenten om Gunnar Olléns tid som chef för Sveriges Radio i Malmö.